# Kolbermoor
Kolbermoor er en tysk by, der ligger i Landkreis Rosenheim i Bayern. Den ligger 5 km vest for Rosenheim, ved floden Mangfall. I 2021 havde byen ca. 18.700 indbyggere. 
47°51′N 12°04′Ø / 47.85°N 12.07°Ø